# لوسي مارغريت بيكر
لوسي مارغريت بيكر هي مبشرة كندية، ولدت في 1836، وتوفيت في 30 مايو 1909.